# Lède
Lède – rzeka we Francji o długości 54 kilometrów, prawy dopływ Lot. Źródło rzeki znajduje się w okolicach miasteczka Lacapelle-Biron. Lède przepływa przez departament Lot i Garonna.
Łączna powierzchnia dorzecza wynosi 211 km².

## Miasta, przez które przepływa rzeka
- Lacapelle-Biron
- Gavaudun
- Monflanquin
- Casseneuil

Rzeka wpływa do Lot w okolicach Casseneuil.